# IK Zenith
IK Zenith är en fotbollsklubb från Björlanda på Hisingen i Göteborg. Klubben grundades år 1944. 
Hemmaplanen är Hovgårdsvallen (även kallad Hovgården och Zenithgården). Några av IK Zeniths största exporter är spelarna Daniel Larsson, hans yngre bror Sam Larsson, Hampus Andersson, Axel Henriksson och Elma Junttila Nelhage. 
Genom åren har IK Zenith även haft ishockey, handboll och bordtennis men dessa har slagits ihop med andra klubbar på grund av vikande intresse. 2007 startades även en innebandysektion som snabbt växte till över 500 medlemmar.
IK Zenith hade under många år ett framträdande fotbollslag inom svensk damfotboll och låg hela tiden på gränsen till att avancera till högsta divisionen. 
Av olika omständigheter (organisationen runt damlaget, ekonomin samt rekryteringen underifrån var då inte tillräcklig).
IK Zenith hade under ett antal år en gammaldanssektion, med kurser i gammaldans i Zenithgården i Björlanda. Sektionen har även deltagit i Nordstadssvängen.

## Ungdomslagen
IK Zenith har haft flera framgångar genom åren. Årskullen P93 är den bästa i IK Zeniths historia. Detta med sin 3:e plats i Gothia Cup [källa behövs] och sina tre vinster i Ulvacupen, den största sjumannaturneringen på gräs. Även i Sverigecupen lyckades de bra, och av de 32 lag som deltog (endast de bäst rankade i Sverige fick delta) slutade Zenith 5:a. De som kom före var storklubbarna AIK, Hammarby IF, Brommapojkarna och Helsingborg.
Under året 2017 deltog IK Zenith för första gången i den nationella serien U16-nationell med sitt U16-lag som till största del bestod av P01-kullen. Laget var mycket framgångsrikt och vann gruppspelet i västra Sverige med endast en förlust under hela säsongen och slog därmed storklubbar som IFK Göteborg, Halmstad BK, BK Häcken och Örgryte IS. Laget tog sig även an Djurgårdens IF från Stockholm i en träningsmatch under sommaren och vann med hela 4-0. I slutspelet inledde IK Zenith mycket bra och lyckades vinna en viktig match över IFK Norrköping med 3-1 på hemmaplan. Laget gick sedan vidare och besegrade då allsvenska Jönköping Södra IF och BK Häcken. På grund av oavgjort mot Örgryte IS och IF Elfsborg i slutspelet landade de gröna på en andra plats i slutspelsserien efter IFK Norrköping och kvalificerade sig inte till semifinalerna. Med spelare i laget som Isaac Jonsson, Alex Fjordsten, John Wennskär, Oliver Toresson, Lukas Mattsson, Alex Henriksson, Rikard Cederberg och Jakob Ekh lyckades laget sätta IK Zenith på kartan igen och tillät nästkommande generationer att delta i den prestigefyllda nationella tävlingen med andra proffslag. Åren innan deltagandet i U16-nationell hade laget, som i princip endast består av spelare som spelat ihop sedan de var 5-6 år gamla och bor i området, vunnit serien i Göteborg flera år i rad.